# Xian de Shan (Henan)
Pour les articles homonymes, voir Shan (homonymie).
Le xian de Shan (陕县 ; pinyin : Shǎn Xiàn) est un district administratif de la province du Henan en Chine. Il est placé sous la juridiction de la ville-préfecture de Sanmenxia.

## Démographie
La population du district était de 338 495 habitants en 1999.